# Brave (Pensilvania)
Brave es un lugar designado por el censo ubicado en el condado de Greene en el estado estadounidense de Pensilvania. En el año 2010 tenía una población de 201 habitantes y una densidad poblacional de 95,7 personas por km².

## Geografía
Brave se encuentra ubicado en las coordenadas 39°43′35″N 80°15′29″O / 39.72639, -80.25806. Según la Oficina del Censo de los Estados Unidos, Brave tiene una superficie total de 0,8 mi² (2,1 km²), de la cual 0,8 mi² (2,1 km²) corresponden a tierra firme y 0 mi² (0 km²) es agua.